# Йозеф Кардинал Фрингс (скульптура)
51°11′55″ с. ш. 6°41′34″ в. д.
Йозеф Кардинал Фрингс нем. Josef Kardinal Frings — скульптурная композиция, посвящённая Йозефу Фрингсу, бывшему кардиналу Кёльна. Установленная в городе Нойс рядом с базиликой св. Квирина 12 августа 2000 года. Является памятником культуры, охраняемым законом.

## Описание

### Собственно скульптура

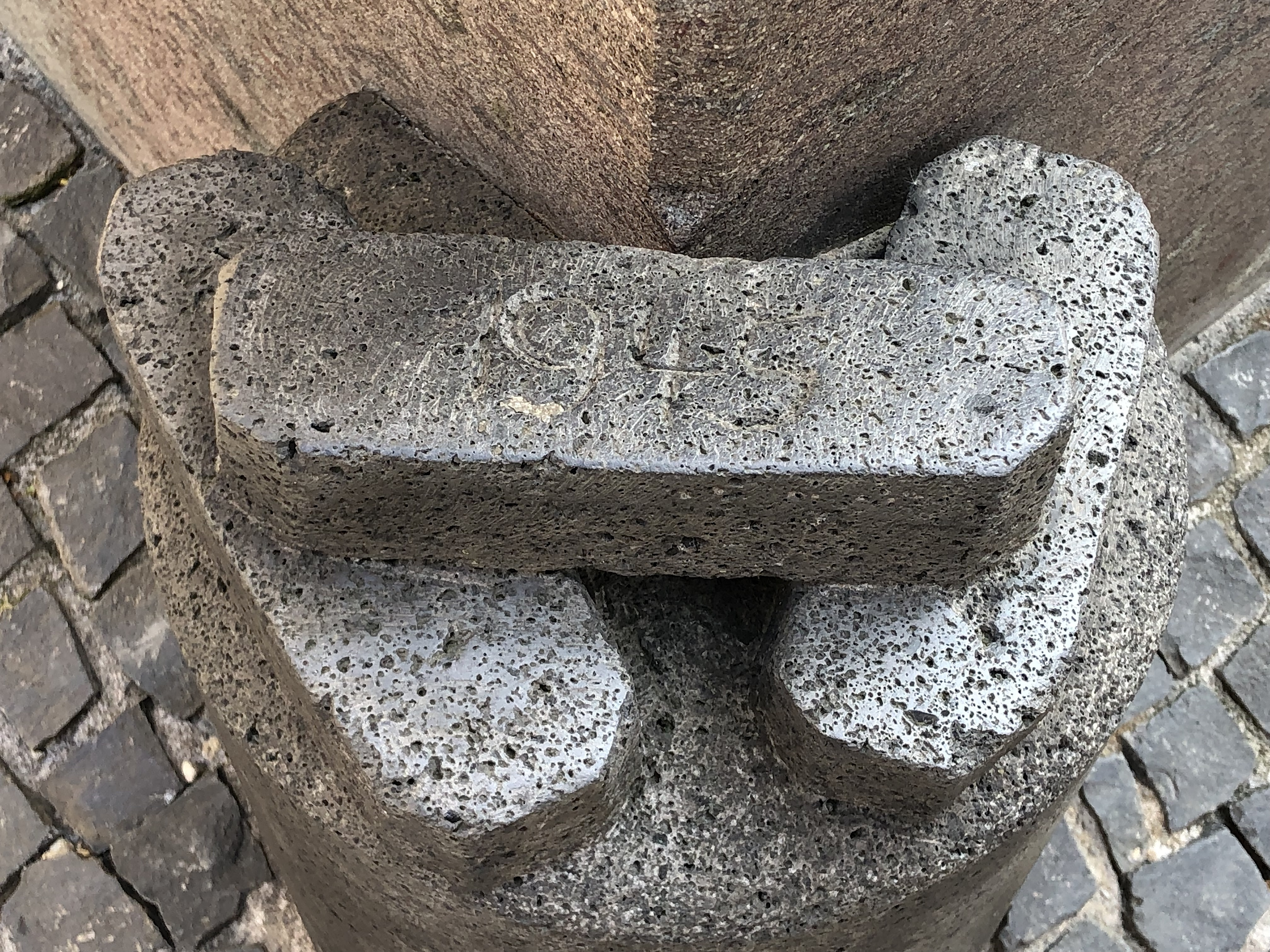
«Угольные брикеты» в постаменте памятника

По инициативе общества памяти кардинала Фрингса, родившегося в Нойсе 8 февраля 1887 года, 12 августа 2000 года была установлена скульптура работы проф. Эльмара Хиллебранда, выполненная в бронзе. Она расположена в промежутке между базиликой св. Квирина, улицей Крёмерштрассе и площадью Фрайтхоф.
Высота скульптуры вместе с пьедесталом составляет 3,3 метра. Кардинал выполнен в полный рост, задумчиво склонившись над своим посохом, который упирается в греческие буквы Α и Ω, символизирующих наименование Бога в Книге Откровения Иоанна Богослова, как начала и конца всего сущего. Чуть ниже, непосредственно на пьедестале изображены три угольных брикета, напоминают о его знаменитой новогодней проповеди 1946 года, в которой он признал возможным простому народу воровать уголь у британских оккупационных властей, чтобы не умереть от холода.. В самом низу пьедестала, по его четырём углам, установлены выступы, предназначенные для защиты скульптуры от автомобильного транспорта, поскольку здесь небольшая ширина проезда.

### Рельефы
Кроме скульптуры в композицию входят шесть специальных бронзовых рельефов и два канализационных люка с рельефами, расположенных в горизонтальном положении вокруг скульптуры прямо на проезжей части. Рельефы выполнены художником Михаэлем Франке и освящены 14 декабря 2008 года. На рельефах изображены наиболее важные моменты из жизни кардинала Фрингса.

Рельефы Михаэля Франке
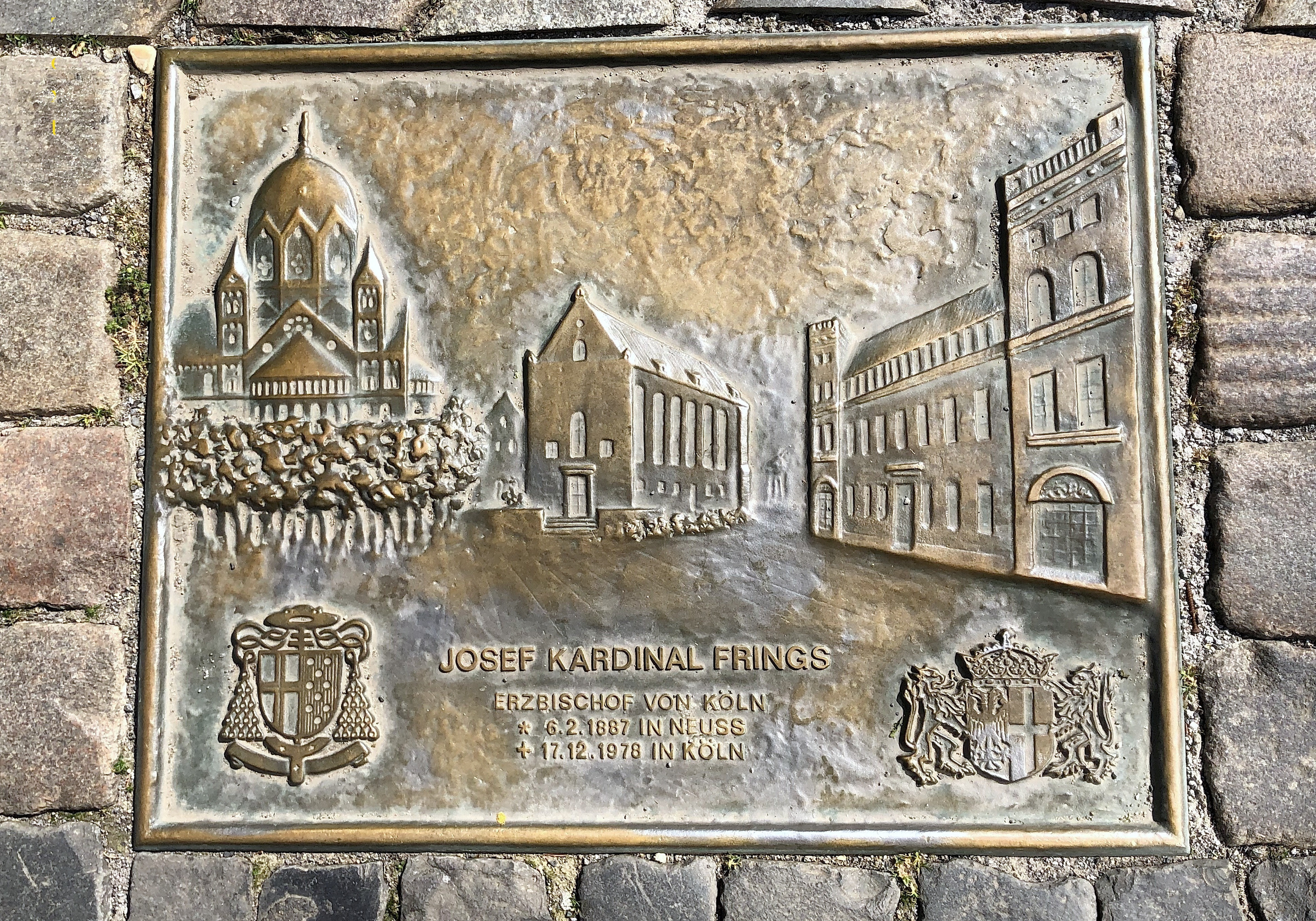
Место рождения (Нойс) и смерти (Кёльн) кардинала Фрингса
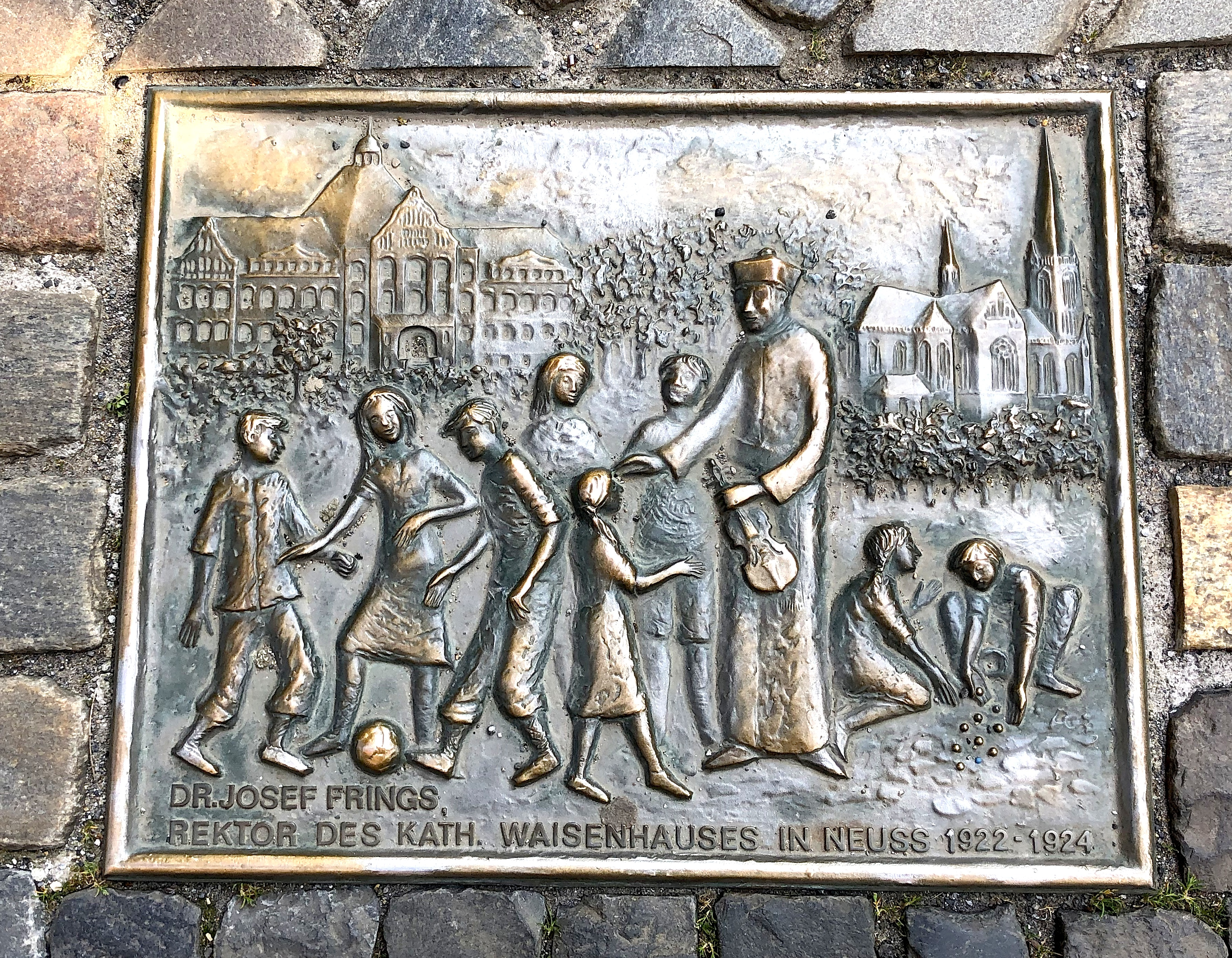
Др. Фрингс — директор католического детского дома в Нойсе
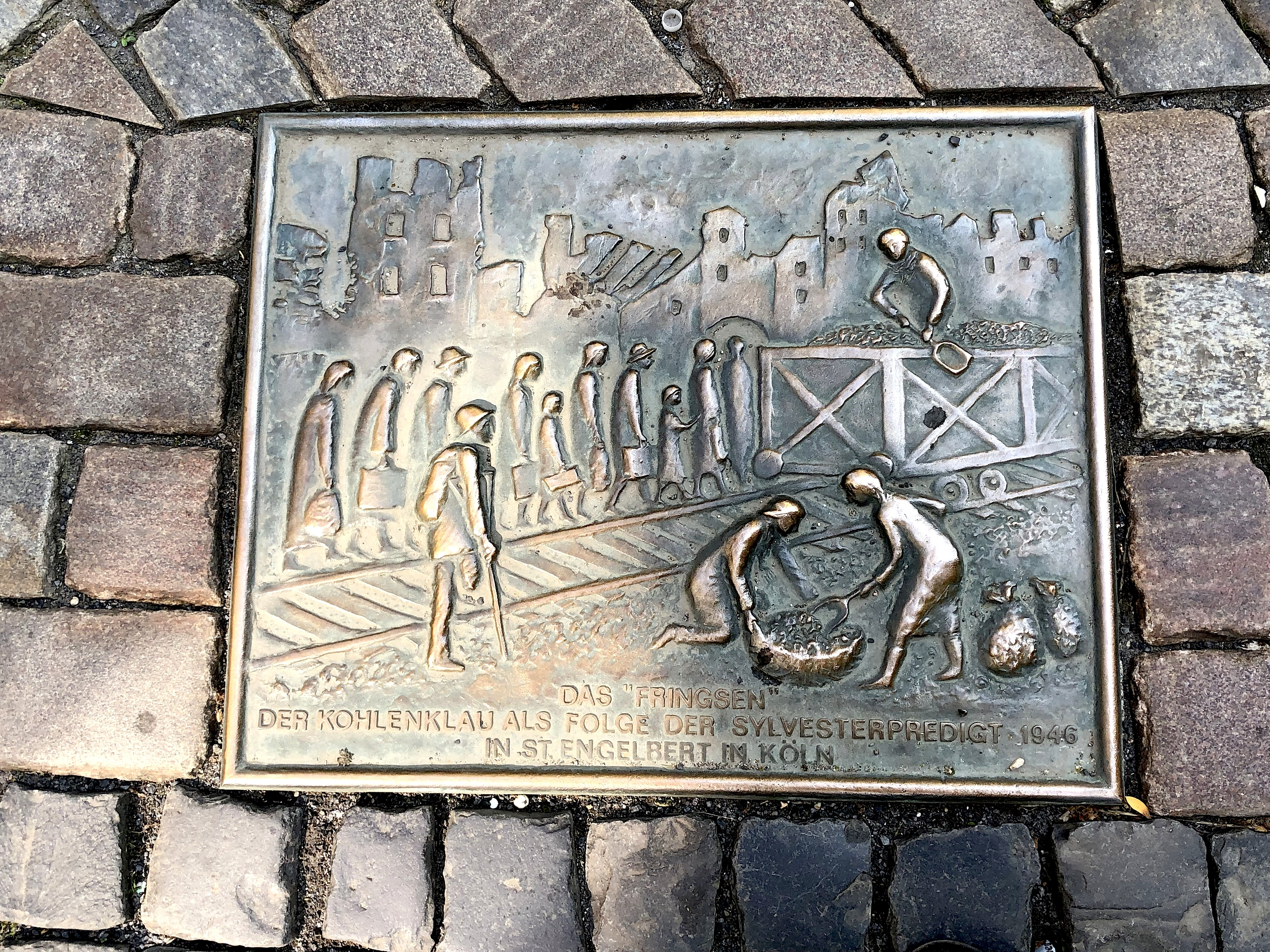
«Фрингсены» — «воры» угольных брикетов после проповеди кардинала
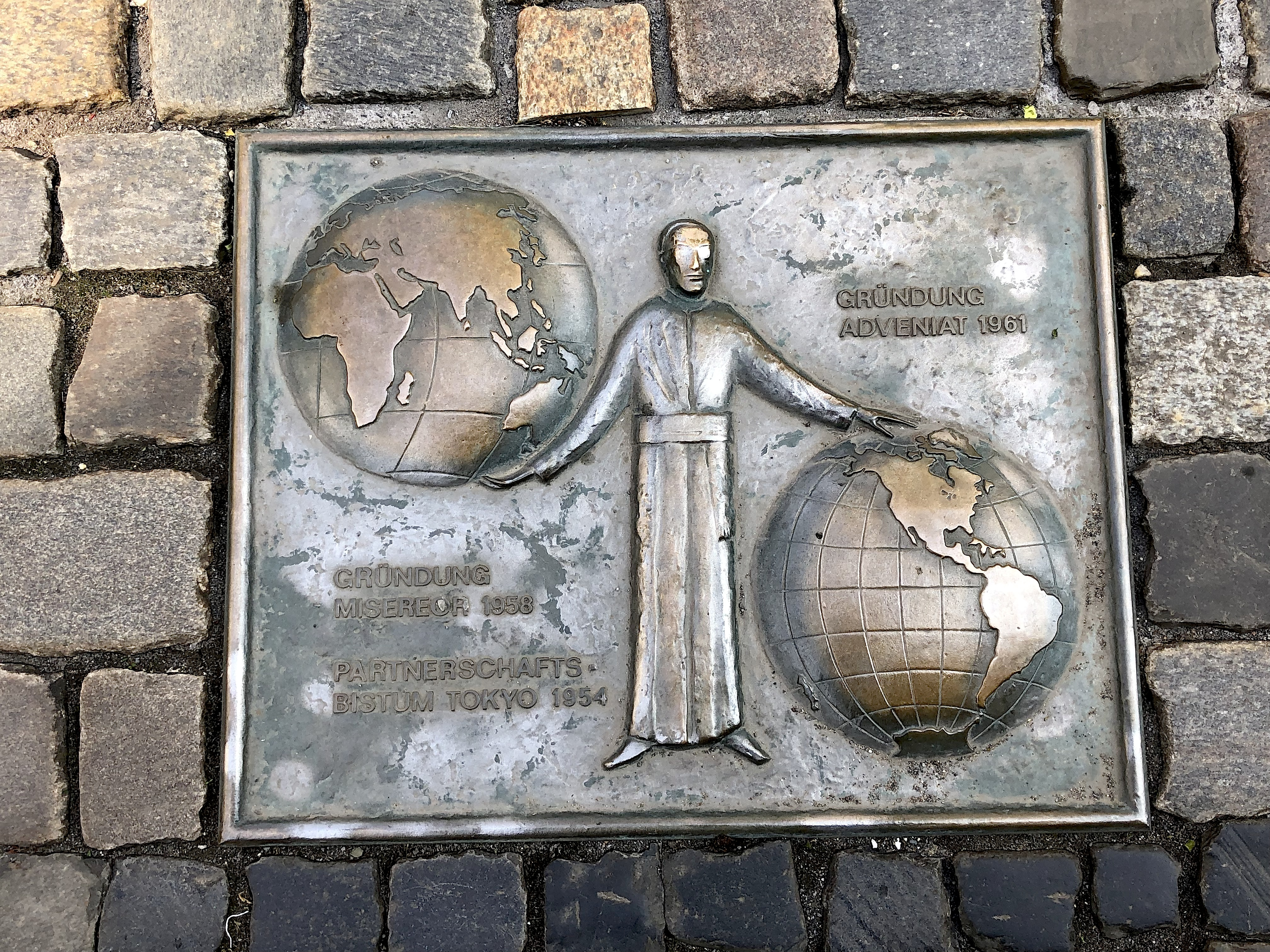
Фрингс — один из основателей попечительных организаций в мире
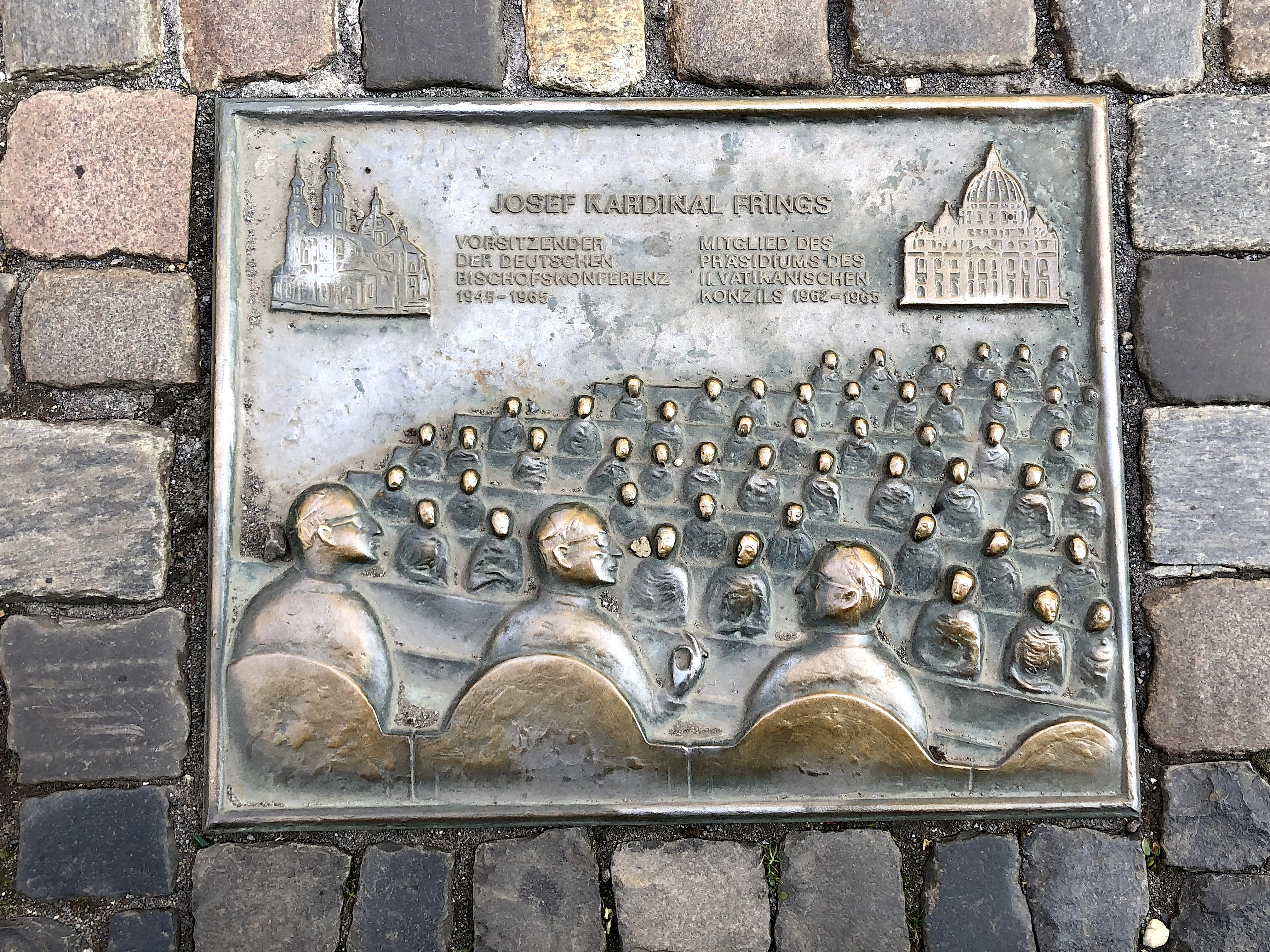
Фрингс — член президиума Второго Ватиканского Собора
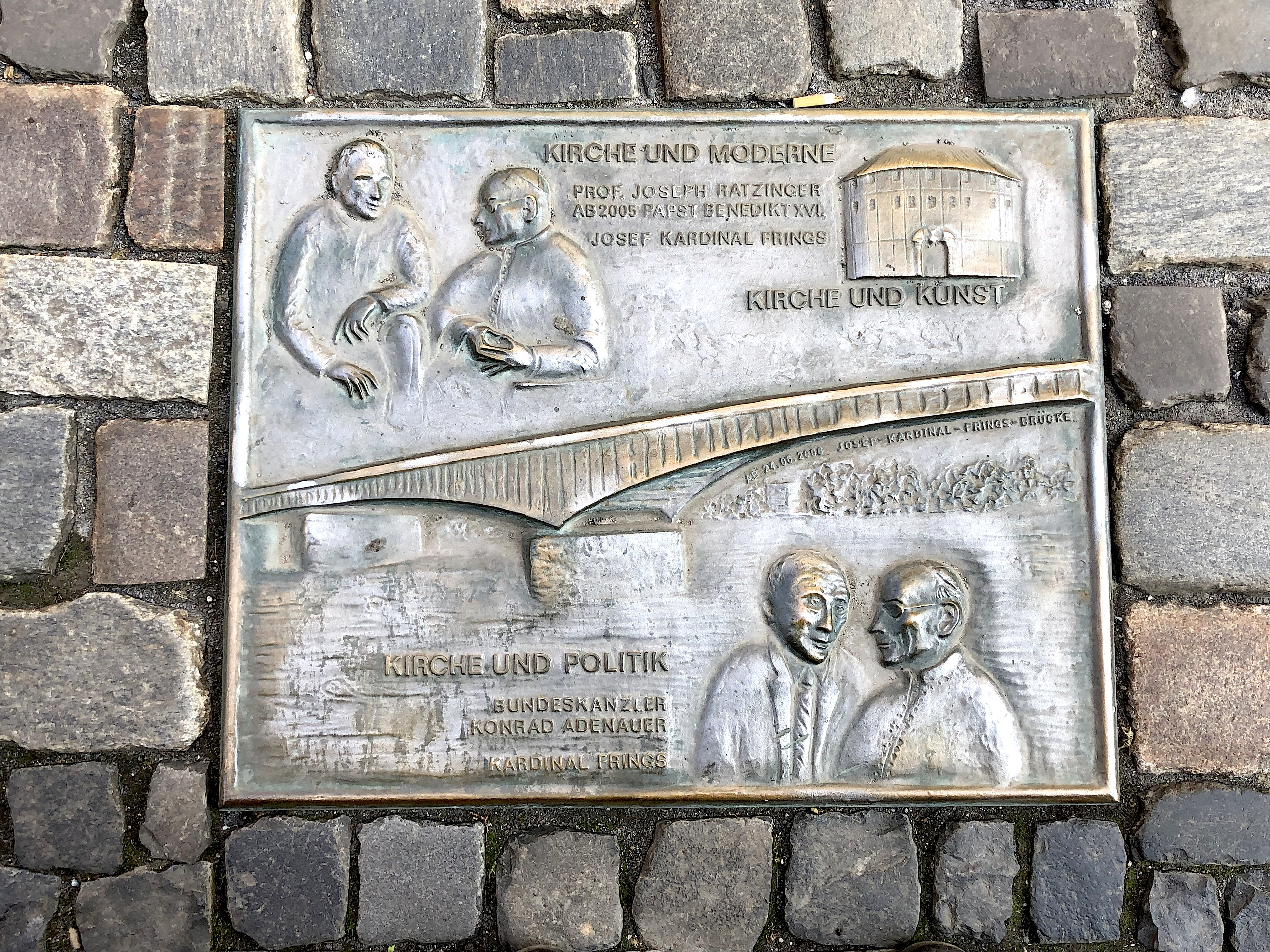
Фрингс с Аденауэром и Ратцингером. Мост его имени в Нойсе
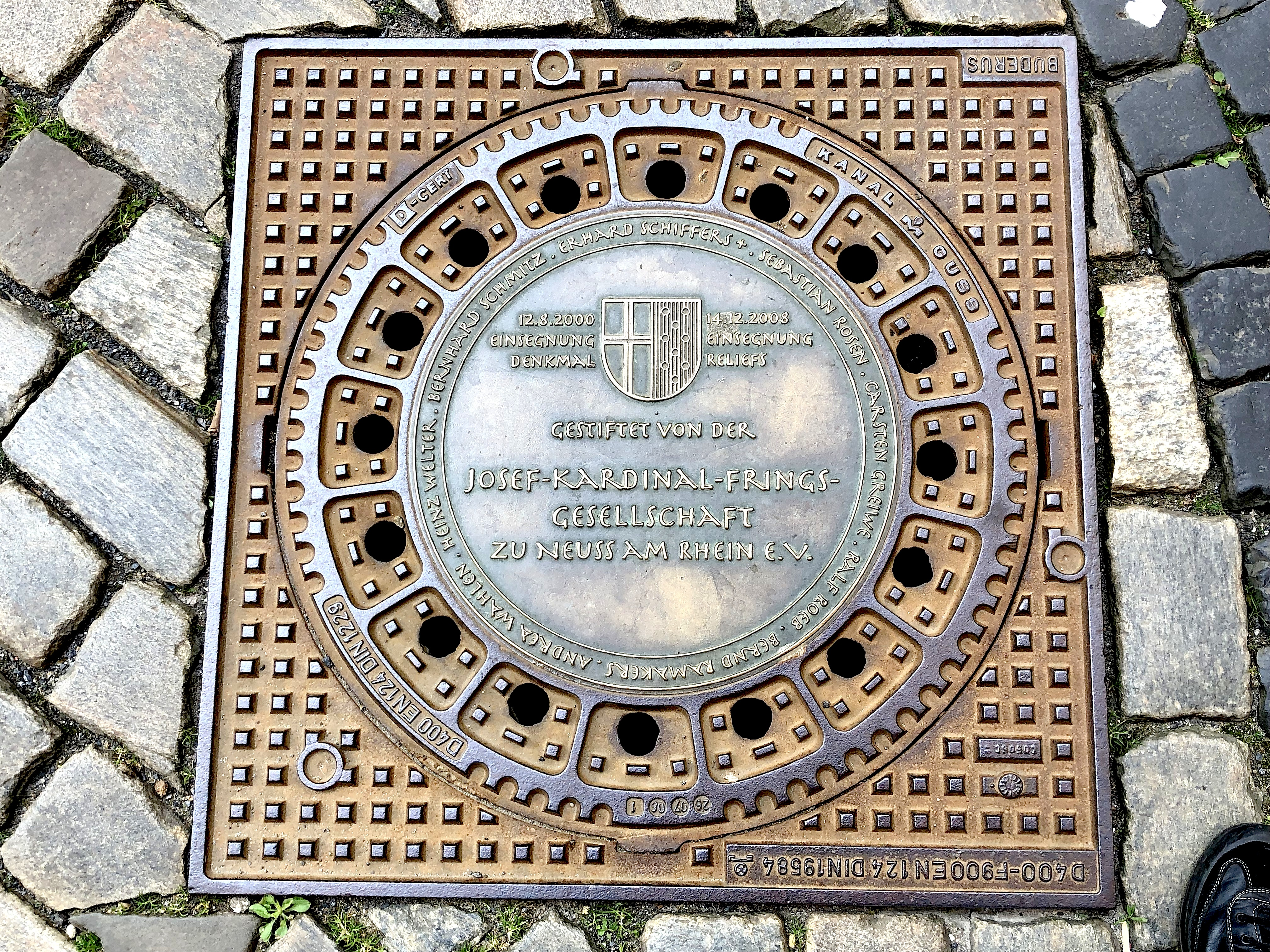
Общество Йозефа Кардинала Фрингса в Нойсе на Рейне
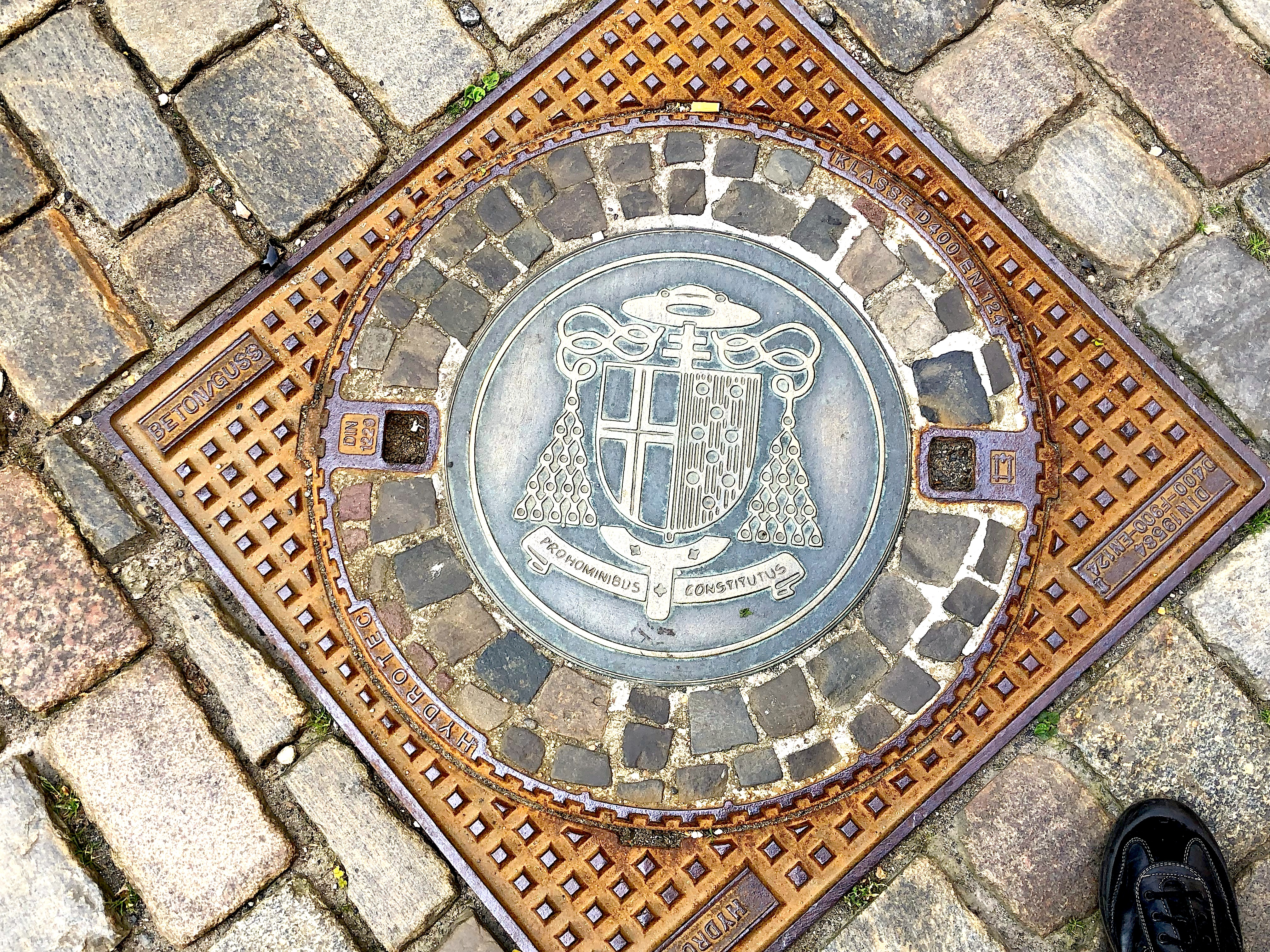
Герб кардинала Йозефа Фрингса

## Переезд скульптурной композиции

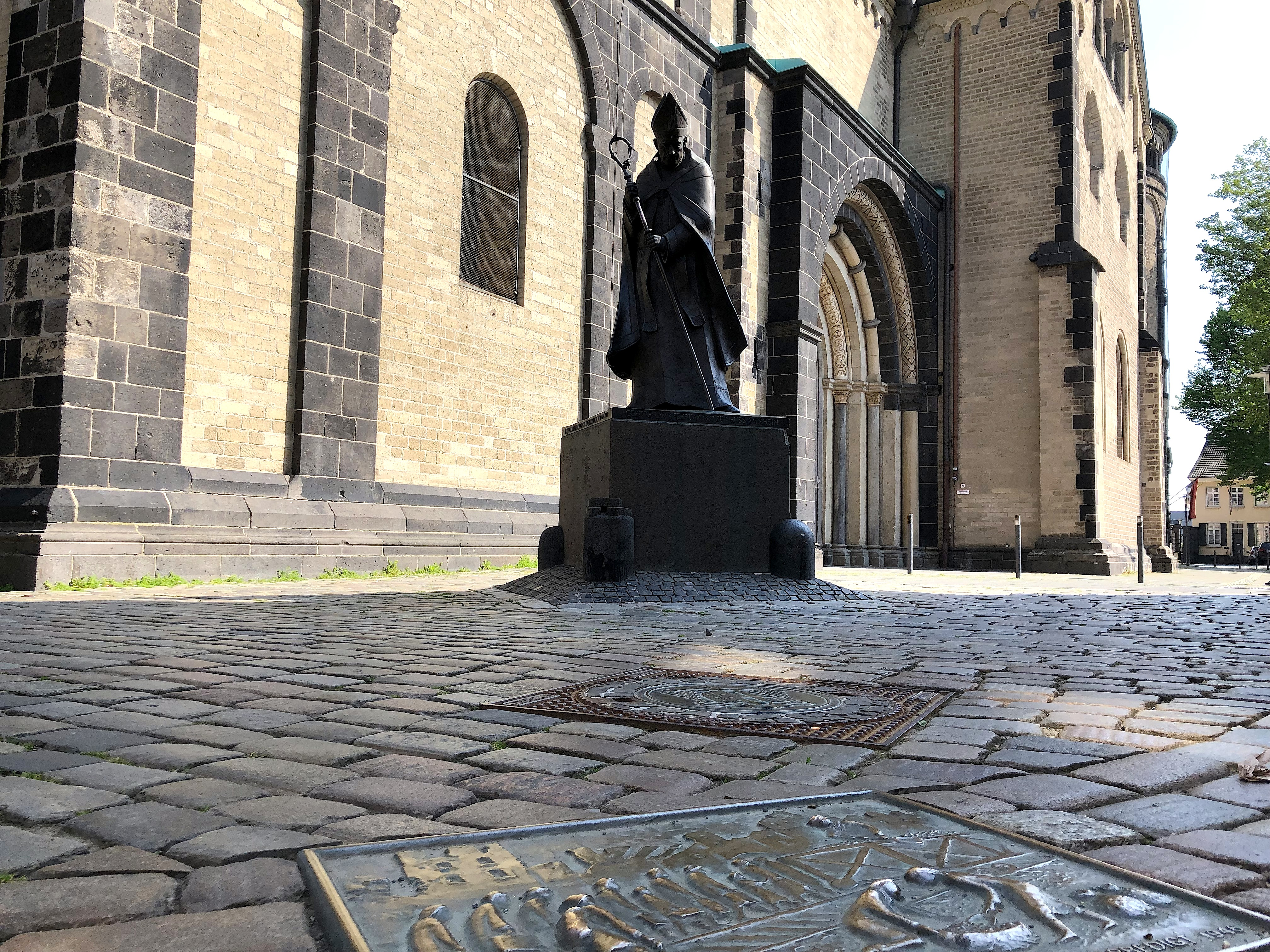
Скульптура вместе с рельефами

Утром 3 апреля 2020 года мощный кран поднял памятник и переместил почти пяти-тонную скульптуру вместе с пьедесталом в нишу базилики св. Квирина, установив её рядом с могилой прежнего настоятеля базилики Хуго Лидманна. Здесь ей предстояло простоять почти год в связи с канализационными работами на месте её постоянного расположения. Рельефы были перенесены сюда немного раньше. 25 марта 2021 года, после завершения основных работ, скульптура была возвращена на прежнее место.